# 1995 WU2
1995 WU2 är en asteroid i huvudbältet som upptäcktes den 16 november 1995 av de båda japanska astronomerna Seiji Ueda och Hiroshi Kaneda i Kushiro.
Asteroiden har en diameter på ungefär 14 kilometer.